# Escombres-et-le-Chesnois
 Escombres-et-le-Chesnois  là một xã ở tỉnh Ardennes, thuộc vùng Grand Est ở phía bắc nước Pháp.